# Оттон I (граф Равенсберга)
Оттон I (Otto I. von Ravensberg) (ум. 1170) — граф Равенсберга с 1144.
Сын Германа I фон Кальвелаге и Юдит фон Цютфен. После смерти отца (1144) наследовал ему вместе с братом — Генрихом.
Упоминается во многих документах, но о его правлении известно мало. Вместе с сыном и братом основал монастырь Флесхайм (1166).
Жена — Ода (Уда), происхождение не выяснено. Единственный сын:
- Герман (ум. 1221), граф Равенсберга.